# Lophuromys nudicaudus
Lophuromys nudicaudus là một loài động vật có vú trong họ Chuột, bộ Gặm nhấm. Loài này được Heller mô tả năm 1911.